# Atakan Karazor
Atakan Karazor, né le 13 octobre 1996 à Essen, est un footballeur turc qui joue au poste de milieu défensif au VfB Stuttgart.

## Biographie

### Carrière en club
Né à Essen en Allemagne, Atakan Karazor est formé entre le VfL Bochum et le Borussia Dortmund, où il commence sa carrière professionnelle avec l'équipe reserve en championnat d'Allemagne,.
En juin 2017, il rejoint le Holstein Kiel en championnat d'Allemagne de deuxième division, où il s'impose avec l'équipe première malgré une première saison freinée par une blessure ligamentaire.
À l'été 2019, pour un montant de transfert estimé à environ 1 million d'euros, il rejoint le VfB Stuttgart qui vient d'être relégué du championnat d'Allemagne. Il s'impose peu à peu comme un des hommes-clés de Pellegrino Matarazzo, qui retrouvent rapidement l'élite allemande après avoir terminés deuxièmes de Bundesliga 2,.
Il continue à jouer un rôle central avec le club de Stuttgart au plus haut niveau avec l’entraîneur Sebastian Hoeness alors que son équipe termine vice-championne lors de la saison saison 2023-24, Karazor récupérant même définitivement le brassard de capitaine à la suite du départ de Waldemar Anton.

### Carrière en sélection
Binational turc-allemand, Karazor est convoqué pour la première fois avec l'équipe senior de Turquie par Vincenzo Montella en octobre 2024.

## Palmarès
VfB Stuttgart
- Championnat d'Allemagne de deuxième division
  - Vice-champion en 2020
- Championnat d'Allemagne
  - Vice-champion en 2024
- Supercoupe d'Allemagne
  - Finaliste en 2024
- Coupe d'Allemagne
  - Vainqueur en 2025